# Stanisław Szulmiński
Stanisław Szulmiński (ur. 28 czerwca?/10 lipca 1894 w Odessie, zm. 27 listopada 1941 w Uchcie) – polski ksiądz pallotyn, męczennik II wojny światowej, kandydat na ołtarze.

## Życiorys
Pierworodny syn nauczyciela i społecznika Aleksandra Szulmińskiego i Heleny z d. Wyhowskiej. W latach 1905–1917 mieszkał w Kamieńcu Podolskim. W 1917 wstąpił do diecezjalnego seminarium duchownego w Żytomierzu. Po przewrocie bolszewickim (rewolucji październikowej) w 1919 wyjechał wraz z innymi alumnami ówczesnej diecezji łucko-żytomierskiej na studia teologiczne do Tarnowa. Święcenia kapłańskie otrzymał z rąk swojego biskupa Piotra Mańkowskiego, w Buczaczu, dnia 8 lipca 1923. Następnie ks. Szulmiński studiował orientalistykę na KUL-u, prowadził wykłady z zakresu teologii prawosławnej w seminarium duchownym w Łucku na Wołyniu.
Do pallotynów wstąpił w 1928. Był cenionym spowiednikiem i ojcem duchownym w pallotyńskim Niższym Seminarium Duchownym w Sucharach i wykładowcą teologii moralnej i orientalistyki w Ołtarzewie. W latach 1932–35 opiekę duchową roztaczał nad pierwszym pokoleniem nowo powstałego zgromadzenia chrystusowców w Potulicach. Inspirowany ideą unii Kościoła katolickiego z Cerkwią prawosławną, zorganizował ruch pod nazwą Apostolat Pojednania, który zrzeszał osoby duchowne i świeckie z całej Polski. Wielokrotnie jako pallotyn prosił o umożliwienie mu pracy na Wschodzie i o pozwolenie na tajne przejście granicy polsko-sowieckiej, dla prowadzenia działalności apostolskiej w ZSRR. Do Apostolatu Pojednania należeli m.in. bł. Józef Jankowski i Elżbieta Róża Czacka. W 1939 został mianowany rektorem pallotyńskiego domu w Okopach Świętej Trójcy, w trójkącie między Zbruczem a Dniestrem na pograniczu Polski, Rumunii i ZSRR.
Agresja III Rzeszy na Polskę zastała go w Warszawie. We wrześniu 1939 się na Wschód, lecz do Okopów Świętej Trójcy nie dotarł. 24 października 1939 został aresztowany przez NKWD w Nowogródku i po rocznym śledztwie skazany na 5 lat łagru. Wywieziony do łagru w Uchcie w Republice Komi ZSRR. Tam pracował jako sanitariusz i potajemnie jako kapelan.
Zmarł 27 listopada 1941 roku w łagrze w Uchcie, mając 47 lat. Jest kandydatem na ołtarze. Z powodów politycznych jego proces beatyfikacyjny mógł się rozpocząć dopiero w latach 90. XX wieku.